# Deficiencia de adhesión leucocitaria tipo 1
Deficiencia de adhesión leucocitaria-1 (LAD-1) es una inmunodeficiencia primaria debida a un infrecuente desorden genético. Las deficiencias de adhesión leucocitarias (LAD) son un tipo de inmunodeficiencias primarias que abarcan una serie de defectos en el reconocimiento de los leucocitos con los capilares, la adhesión entre los mismos y la posterior migración a tejidos afectados por una infección. Las LAD se pueden clasificar, en función del lugar donde se produce el fallo en esta cadena de acontecimientos, en LAD-1, LAD-2 y LAD-3. La LAD-1 es el subtipo que posee una mayor prevalencia y se relaciona con integrinas defectuosas. El estudio de este tipo de enfermedades permite tanto mejorar la vida de los afectados dándoles soluciones más eficaces como conocer, en mayor medida, los procesos que tienen lugar en la respuesta inmunitaria.

## Señales
La inmunodeficiencia que presentan estos pacientes les provoca que desarrollen constantes infecciones desde el nacimiento, siendo frecuentes las infecciones estafilocócicas recurrentes, curación incompleta de las heridas y leucocitosis persistente (> 15,000 /microlitro) en ausencia de infección activa aparente.
Una de las manifestaciones clínicas evidentes en este tipo de pacientes son las úlceras rectales.
Onfalitis: Infección de cordón umbilical acompañada de retraso de caída del mismo.
Periodontitis generalizada y grave con inflamación de encías, acompañadas de reabsorción ósea y pérdida prematura de las piezas dentarias.
En LAD-1 se ve alterada la migración de neutrófilos derivando en la desgranulación aumentada de IL-23 por parte de los macrófagos, provocando un aumento de IL-17 que genera inflamación y reabsorción ósea. Los productos fruto de la degradación inflamatoria son utilizados por la microbiota local para proliferar. La microbiota libera lipopolisacáridos que irrumpen por la lesión estimulando la liberación de Il-23 e Il-17, entrando este proceso en bucle y potenciándose cada vez más el daño.

## Mecanismo

Esquema de transmisión de enfermedad autosómica recesiva.

LAD-1 está causado por mutaciones en el ITGB2 gen que tiene una herencia recesiva.  Este gen codifica la cadena β2 de las integrinas (CD18), una  proteína presente en la superficie de los leucocitos, formando parte de la integrina LFA-1 (CD11a/CD18). La deficiencia de CD18 hace que los leucocitos no pueden llevar a cabo una correcta migración a los tejidos, por la falta de interacción entre la LAF-1 y la ICAM-1 (receptor natural de la LAF-1 que se expresa en las células del endotelio). Se han encontrado hasta 86 alelos diferentes del gen ITGB2 que provocan esta enfermedad. 

## Diagnóstico
Se puede diagnosticar de forma directa mediante un recuento de leucocitos en sangre  y especialmente con empleo de la citometria de flujo. Esta última consiste en utilizar anticuerpos monoclonales para ver la expresión de CD11b y CD18, siendo la técnica más utilizada en esta enfermedad.
Por otro lado, se puede llevar a cabo un diagnóstico genético mediante PCR (Reacción en Cadena de Polimerasa) y un diagnóstico prenatal viendo antecedentes familiares o bien realizando un análisis de vellosidades coriónicas y amniocitos

## Tratamiento
LAD-I es un síndrome con una prevalencia pequeña, pero que aún no tiene una cura definitiva. Se diferencian:
- Tratamiento de la sintomatología: que principalmente son infecciones, con antibióticos acordes a la infección, para evitar que se agraven, debido a la inmunodepresión de estos pacientes, incapaces de hacer llegar sus leucocitos al foco de infección. Este método se aplica normalmente a los casos leves y moderados de la enfermedad, en los que resulta más efectivo. Los pacientes en esta situación pueden llegar a la edad adulta.

- Tratamiento curativo: se recomienda el trasplante de médula ósea. Tiene una tasa de supervivencia del 75% y, en caso de no someterse a este tratamiento, la supervivencia del paciente no superará los dos años si su situación es grave.  Se recomienda principalmente a los casos más graves de LAD-1, aunque también se aplica a otros menos graves.

Un posible tratamiento para otra variante de estos síndromes de inmunodeficiencia de moléculas de adhesión (LAD-II en concreto) es la administración de fucosa.
En abril de 2025, la revista New England Journal of Medicine, publica un artículo  en el que analiza los resultados de tratamiento con  TPH (trasplante de progenitores hematopoyéticos) autólogo CD34+ transducido con vector lentiviral y que  resultó eficaz en el tratamiento de la LAD-I grave.

### Futuro
Se está investigando la aplicación de la terapia génica, que busca sustituir los genes deficientes por copias sanas inactivando los genes mutados, o introducir un nuevo gen que combata la enfermedad. En concreto, se está trabajando con el gen ITGB2 y nuevos genes funcionales contra LAD-1, haciendo uso de CRISPR-Cas9, una enzima que corta y pega secuencias génicas de forma dirigida.

## Epidemiología
Dentro de los tres tipos de LAD, LAD-I es el que presenta una mayor tasa de aparición, siendo de este tipo prácticamente un 91% de los déficits de adhesión leucocitaria. Del 10% restante, más de la mitad son casos de LAD-III (aproximadamente un 6%), y el resto LAD-II (un 3%).
El déficit de adhesión leucocitaria tipo 1 afecta a un individuo de un millón. El pronóstico depende la gravedad de la enfermedad. Los pacientes con una forma de LAD-I grave y en los que no se ha realizado un trasplante de médula ósea, mueren durante los primeros dos años de vida a causa de una infección grave, sin embargo, los pacientes con una forma moderada de la enfermedad tienen una mayor probabilidad de vivir hasta la edad adulta. La tasa de supervivencia después del trasplante de médula ósea es del 75%.